# Arman K'aramyan
Arman K'aramyan (in armeno Արման Քարամյան?; Erevan, 14 novembre 1979) è un ex calciatore armeno, di ruolo attaccante. È il fratello gemello di Artavazd K'aramyan.

## Palmarès

### Club

#### Competizioni nazionali
- Campionato armeno: 2

P'yownik: 2001, 2002
- Coppa d'Armenia: 1

P'yownik: 2002
- Supercoppa d'Armenia: 1

P'yownik: 1997

### Individuale
- Capocannoniere del campionato armeno: 1

2001 (21 reti), 2002 (36 reti)
- Calciatore armeno dell'anno: 1

2002